# Río Neris

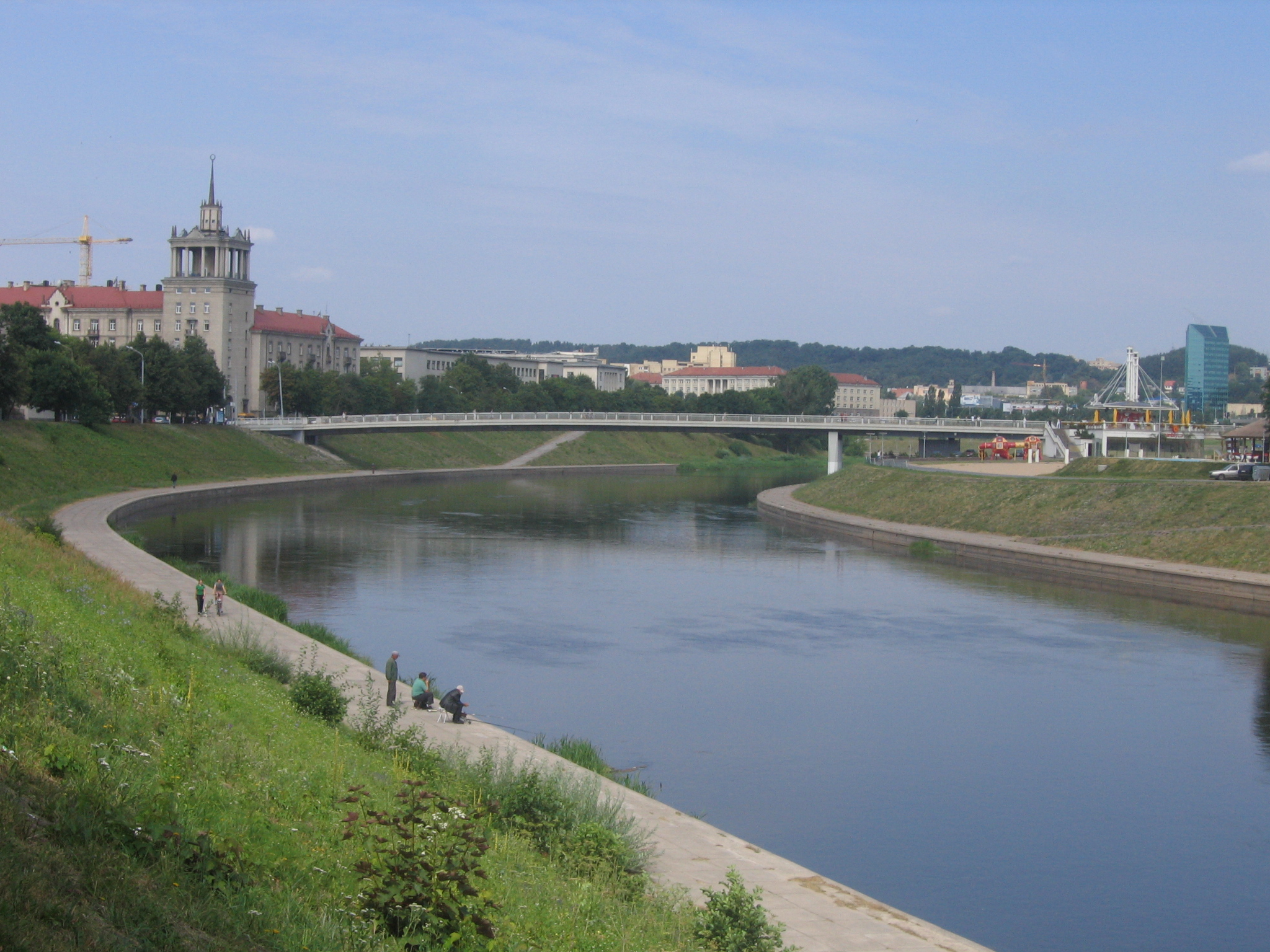
El río Neris en Vilna

El Neris (actualmente en lituano Neris, históricamente también Vilija; en polaco Wilia; en bielorruso Вілія) es un curso de agua que discurre por Bielorrusia y Lituania, el principal afluente del río Niemen. 

## Geografía
El Neris nace en el extremo norte de Bielorrusia, transcurre por la capital lituana Vilna y por la ciudad de Jonava, y finalmente en Kaunas confluye con el más grande río Niemen. 
En territorio de Bielorrusia el río se ensancha con la presa cercana a Wilejka. Dentro del territorio urbano de Vilna el río se encauzó un poco por un canal, pero aparte de eso fluye por su camino natural entre unas orillas ecológicamente intactas. En el paraje Kernavé se pueden ver las ruinas de la antigua capital de Lituania de la temprana Edad Media, que ahora son patrimonio cultural mundial de la Unesco. 
Los afluentes del mismo son: Vilnia, Šventoji, Lokys, Lietava, Žeimena, Vokė, Musė y Ašmena.